# Karin Graßhof

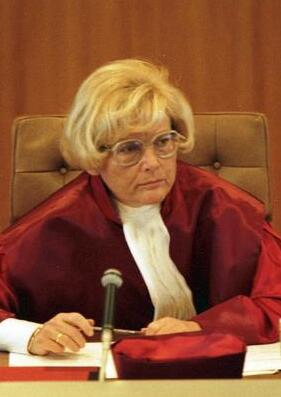
Karin Graßhof (1989)

Karin Graßhof (* 25. Juni 1937 in Kiel; † 10. Juni 2025) war eine deutsche Juristin und Richterin des Bundesverfassungsgerichts.

## Leben
Graßhof studierte zunächst an den Universitäten in Kiel und Lausanne Rechtswissenschaften und promovierte an der Universität Kiel. Anschließend war sie als Richterin am Landgericht in Kiel und Bonn tätig. Zwischen den Tätigkeiten an den Landgerichten war sie zwei Jahre im Bundesministerium der Justiz tätig. 1975–1977 war sie hauptamtliches Mitglied des Landesjustizprüfungsamtes beim Justizministerium des Landes Nordrhein-Westfalen.
1984 wurde sie zur Richterin am Bundesgerichtshof in Karlsruhe gewählt und war dort Mitglied eines Zivilsenates. Zwei Jahre später, 1986, wurde sie Richterin des Bundesverfassungsgerichts als Mitglied des Zweiten Senats, in der ihr Dezernat unter anderem Wahlrecht und Wahlprüfungsverfahren umfasste. Ihre Amtszeit endete nach 12 Jahren im Oktober 1998. Ihre Nachfolgerin am Bundesverfassungsgericht wurde Lerke Osterloh.
Ihr Dezernat umfasste als Berichterstatterin Wahlrecht/Wahlprüfungsverfahren, Staatsangehörigkeitsrecht, Auslieferungsrecht, Verwirkung von Grundrechten. Sie war als Richterin unter anderem beteiligt am Beschluss des Bundesverfassungsgerichtes vom 14. September 1989 zur Verwertung des Tagebuches einer Strafgefangenen; zur Entscheidung betreffend der Fünf-Prozent-Hürde bei der ersten gesamtdeutschen Wahl; bezüglich des Ausländerwahlrechts in Schleswig-Holstein; der Entscheidung zum § 218 vom 28. Mai 1993; an dem Maastricht-Urteil vom 12. Oktober 1993; der AWACS-Entscheidung vom 12. Juli 1994; der Entscheidung zur Strafbarkeit der DDR-Auslandsspionage vom 15. Mai 1995; der Entscheidung zu den Mauerschützenprozessen vom 26. Oktober 1996; den Entscheidungen zur Zulässigkeit von Überhangmandaten vom 10. April 1997 und vom 26. Februar 1998; und an der Entscheidung zur Einführung des Euro vom 31. März 1998.
Am 25. Februar 1999 wurde Graßhof Honorarprofessorin an der Universität Bonn. Sie gehörte bis Ende 2011 dem Herausgeberkollegium des Bonner Kommentars zum Grundgesetz an. Seit 2000 betreute sie das Nachschlagewerk der Rechtsprechung des Bundesverfassungsgerichts, welches bei C.F. Müller erscheint.
Im Dezember 2024 kritisierte Graßhof in einem Gastkommentar für die FAZ gemeinsam mit anderen prominenten Rechtsexperten sowie Gynäkologen (darunter Angelika Allgayer, Gunnar Duttge, Christian Hillgruber, Michael Kubiciel), dass die von 236 Erstunterzeichnern geforderte Streichung von § 218 StGB „von bemerkenswerter Einseitigkeit der Perspektive, von unzutreffenden Prämissen und fehlerhaften Ableitungen geprägt“ sei.
Karin Graßhof verstarb zwei Wochen vor Vollendung ihres 88. Lebensjahres.